# Yuan Wang
Yuan Wang (* 29. April 1930 in der Zhejiang-Provinz; † 14. Mai 2021 in Peking) war ein chinesischer Zahlentheoretiker.

## Leben und Wirken
Wang war der Sohn des Gouverneurs von Lanxi, der in den 1940er Jahren Sekretär der Academia Sinica war. Wang studierte von 1949 bis 1952 Mathematik an der Universität Zhejiang bei Jian Gong Chen und Bu Quing Su. Danach war er in der Zahlentheorie-Gruppe von Hua Luogeng am Institut für Mathematik der Chinesischen Akademie der Wissenschaften, wo er 1978 Professor wurde und 1984 bis 1987 Direktor des Mathematikinstituts war.
Er lieferte wichtige Beiträge in der Analytischen Zahlentheorie zum Umkreis der Goldbach-Vermutung unter Verwendung von Siebmethoden und der Hardy-Littlewood-Kreismethode, in Diophantischer Approximation und der Kombinatorik sowie in der mathematischen Statistik. Mit Hua Luogeng entwickelte er hochdimensionale Blockpläne für die numerische Integration auf dem Einheitskubus, was durch den Statistiker Kai-Tai Fang  auf Versuchspläne angewandt wurde und durch die Zusammenarbeit beider zur Entwicklung von gleichförmigen Versuchsplänen (uniform design) führte, die zum Beispiel in Computersimulationen angewandt wurden. Mit Fang schrieb er eine Monographie über zahlentheoretische Methoden in der Statistik.
1980 wurde er Mitglied der Chinesischen Akademie der Wissenschaften. Er erhielt mit Pan Chengdong und Chen Jingrun den nationalen Wissenschaftspreis erster Klasse Chinas. 1988 bis 1992 war er Präsident der chinesischen mathematischen Gesellschaft, deren Hua-Preis er erhielt.

## Schriften
- Diophantine equations and inequalities in algebraic number fields, Springer-Verlag 1991
- Selected papers of Wang Yuan, Singapur: World Scientific 2005
- mit Kai-Tai Fang: Number-theoretic methods in statistics, Chapman and Hall Monographs on Statistics and Applied Probability 51. CRC Press 1993